# Zglobni plutajući prigušnik Pelamis
Zglobni plutajući prigušnik Pelamis ili samo Pelamis se sastoji od serije poluuronjenih valjkastih sekcija, koje su zglobno povezane, a prigušni uređaj pretvara samo dio energije valova u električnu energiju i na taj način može preživjeti teške oluje. Val stvara relativno gibanje sekcija, a hidraulička pumpa tjera visokotlačno ulje kroz hidraulički motor, koji pogoni električni generator. Dobivena električna energija se sa svih veza prenosi jednim jedinim kabelom na spojnicu, na morskom dnu. Nekoliko uređaja može biti međusobno povezano i spojeno s obalom jednim pridnenim kabelom. Prigušnici ili atenuatori se uvijek postavljaju paralelno širenju vala.
Konstrukcija radi na principu spojenih plutača, koje pretvaraju okomito gibanje valova u vodoravno, pomicanje klipova crpki na kardanskom principu. Sustav je u potpunosti odvojen od mora. Radi tako da crpka tlači zrak u spremnik, koji zatim pokreće zračnu turbinu i električni generator. Na taj način je postignuta jednolikija rotacija generatora manje ovisna o stohastičnoj prirodi valova. Uređaj je u fazi izrade prototipa i ispitivanja u radnim uvjetima u škotskom akvatoriju. Dimenzije uređaja su 120 m duljine, 3,5 m promjera i 750 tona mase, te maksimalne snage od 750 kW.
Tri metalne „zmije“ duge oko 150 metara trebale su proizvoditi struju za oko 5 000 osoba. Ali, bilo je tehničkih problema, tvrtka je ostala bez novca, postrojenje je u međuvremenu napušteno. Ipak, najveći svjetski privatni energetski koncern E.ON i dalje nade polaže u postrojenje Pelamis i već je razvio usavršeni model. U ljeto 2010. ugrađeno je na otocima Orkney ispred Škotske obale, gdje se isprobava.

## Hidroelektrana na valove Aguçadoura
Hidroelektrana na valove Aguçadoura je prva komercijalna elektrana na valove, otvorena je 2008., kod Aguçadora Wave Parka, blizu Póvoa de Varzim u Portugalu. Koristila je 3 zglobna plutajuća prigušnika Pelamis P-750 i imala ukupno instaliranu snagu 2,25 MW. U studenom iste godine električni generatori su izvađeni iz mora, a u ožujku 2009. projekt je zaustavljen na neodređeno vrijeme. Druga faza projekta u kojoj je trebalo biti ugrađeno dodatnih 25 Pelamis P-750 strojeva i koja je trebala povećati snagu na 21 MW, je u pitanju zbog povlačenja nekih partnera s projekta.